# حمزة خضیراوي
حمزة خضیراوي (بالفارسية: حمزه خذیراوی) هو مهاجم كرة قدم إيراني من مواليد 1994 - الأهواز، يلعب في صفوف نادي شهر خودرو.

## روابط خارجية
- حمزة خضیراوي على موقع قاعدة بيانات كرة القدم.إي يو (الإنجليزية)